# Лифанов, Иван Кузьмич
Ива́н Кузьмич Лифа́нов (3 сентября 1942, Ейское Укрепление, Краснодарский край — 5 марта 2016, Москва) — советский и российский математик, специалист по численным методам решения интегральных уравнений, преимущественно в задачах аэродинамики.

## Биография
В 1959 году окончил среднюю школу № 19 в Ейском Укреплении, в 1965 — механико-математический факультет МГУ по кафедре общей топологии. В 1964—1968 годах по приглашению А. Н. Колмогорова преподавал в физико-математической школе-интернате № 18 при Московском университете.
С 1968 года, по окончании аспирантуры МГУ, преподавал на кафедре высшей математики Военно-воздушной инженерной академии им. Н. Е. Жуковского: преподаватель, старший преподаватель, доцент, профессор (с 1983); в 1984—2007 годы — начальник (с 1999 — заведующий) этой же кафедры. Одновременно являлся профессором кафедры теоретической физики Орловского университета (с 1996), главным научным сотрудником Института вычислительной математики РАН (с 2000), профессором кафедры вычислительных технологий и моделирования факультета вычислительной математики и кибернетики Московского университета (c 2004). Читал курсы по аналитической геометрии и линейной алгебре, по математическому анализу, по математическим методам решения тактико-специальных задач, по интегральным уравнениям и их приложениям, а также курс гидравлики по кафедре аэродинамики (в течение одного семестра).
С 1983 года состоял на действительной военной службе, вышел в отставку в 1999 году в звании полковника.
С 1984 года на протяжении более 20 лет был председателем Государственной экзаменационной комиссии на факультете вычислительной математики и кибернетики МГУ.
Член Российского национального комитета по теоретической и прикладной механике (с 2006).
Умер 5 марта 2016 года после тяжелой и продолжительной болезни. Кремирован на Хованском кладбище.

## Научная деятельность
В 1968 году защитил кандидатскую (руководитель В. И. Пономарев), в 1981 — докторскую диссертацию.
Основные направления исследований:
- общая топология,
- численные методы в аэродинамике,
- теории решения сингулярных и гиперсингулярных одномерных и двумерных интегральных уравнений в классах обобщенных функций,
- численные методы решения задач дозвуковой аэродинамики обтекания тел в линейной и нелинейной, стационарной и нестационарной постановке,
- задачи дифракции электромагнитных волн,
- задачи теории антенн, экологии (аэрации воздуха между группами зданий).

Научные достижения:
- получил ряд результатов о большой индуктивной размерности для бикомпактных пространств;
- для паракомпактных пространств построил ряд примеров с разрывом размерностей dim, Ind и ind;
- дано математическое обоснование метода дискретных вихрей численного решения задач аэродинамики для идеальной несжимаемой жидкости;
- идеи метода дискретных вихрей применил в задачах электродинамики, теории упругости, дифракции волн и других прикладных областях.

Профессор (1983), почётный профессор Военно-воздушной инженерной академии имени Н. Е. Жуковского. Входил в состав диссертационных советов в ВЦ РАН, академии им. Н. Е. Жуковского (председатель) и в Институте вычислительной математики. Состоял членом Научно-методического совета по математике при Министерстве образования (с 1997; с 2000 — заместитель председателя), членом консультативного совета по использованию кластера в НИВЦ МГУ.
Член Московского (с 1968) и Американского математических обществ (с 1990).
Состоял членом редакционных коллегий журналов «Дифференциальные уравнения», «Электромагнитные волны и электронные системы», «Зарубежная радиоэлектроника. Успехи современной радиоэлектроники».
Являлся организатором, руководителем:
- научно-исследовательского семинара «Интегральные уравнения и их приложения» на факультета вычислительной математики и кибернетики (с 1982);
- общесоюзных / международных симпозиумов «Методы дискретных особенностей в задачах математической физики» (с 1983, совместно с профессором Ю. В. Ганделем);
- ежегодной школы-семинара для молодых учёных «Методы дискретных особенностей в задачах математической физики» (с 2000);
- ведущей научной школы по математике в РФ, поддержанной грантом Президента РФ.

Подготовил 6 докторов и 25 кандидатов наук.
Автор более 260 научных работ, в том числе 10 монографий и двух учебных пособий.

### Избранные труды
- Афендикова Н. Г., Лифанов И. К., Матвеев А. Ф. К числовому решению сингулярных интегральных уравнений с ядрами Коши и Гильберта. — М : ЦНИИатоминформ, 1986. — 21 с. — (Препринт / Ин-т теорет. и эксперим. физики ; ИТЭФ 86-73). — 250 экз.
- Белоцерковский С. М., Лифанов И. К. Численные методы в сингулярных интегральных уравнениях и их применение в аэродинамике, теории упругости, электродинамике. — М.: Наука, 1985. — 253 с. — 5200 экз.
- Вайникко Г. М., Лифанов И. К., Полтавский Л. Н. Численные методы в гиперсингулярных интегральных уравнениях и их приложения. — М : Янус-К, 2001. — 507 с. — 500 экз. — ISBN 5-8037-0081-9
- Лифанов И. К. Метод сингулярных интегральных уравнений и численный эксперимент в математической физике, аэродинамике, теории упругости и дифракции волн. — М.: Янус, 1995. — 519 с. — 1000 экз. — ISBN 5-88929-003-7
- Лифанов И. К. О большой индуктивности размерности бикомпактов : Автореферат дис. … канд. физ.-мат. наук. — М. : Изд-во Моск. ун-та, 1968. — 9 с.
- Лифанов И. К. Особые интегральные уравнения и методы их численного решения : учебное пособие. — М.: Макс Пресс : Издат. отдел Факультета вычислительной математики и кибернетики МГУ, 2006. — 69 с. — (Формирование системы инновационного образования в МГУ). — 100 экз. — ISBN 5-89409-291-3. — ISBN 978-5-317-01843-6. — ISBN 5-317-01843-9
- Лифанов И. К. Численные методы решения некоторых классов сингулярных интегральных уравнений и их применение в аэродинамике : Автореф. дис. … д-ра физ.-мат. наук. — М., 1980. — 37 с.
- Лифанов И. К., Матвеев А. Ф. Приближенное решение сингулярного интегрального уравнения на отрезке с переменными коэффициентами. — М.: ИТЭФ, 1983. — 17 с. — (Препринт / Ин-т теорет. и эксперим. физики ; ИТЭФ-185). — 200 экз.

См. также:
- Лифанов Иван Кузьмич. Публикации в базе данных Math-Net.Ru. Математический институт им. В. А. Стеклова РАН. Дата обращения: 22 марта 2016.

## Награды
- Орден «За службу Родине в Вооружённых Силах СССР» 3-й степени (1992)
- Заслуженный деятель науки Российской Федерации (1996)[1][3][4].